# Nikola Jovanović (cestista)
Nikola Jovanović (in serbo Никола Јовановић?; Belgrado, 6 gennaio 1994) è un cestista serbo.

## Palmarès
- Campionato serbo: 1

Stella Rossa Belgrado: 2017-18
- Coppa di Bosnia ed Erzegovina: 1

Igokea: 2021
- Campionato belga: 1

Ostenda: 2022-23